# Den lille krig (Cuba)
Den lille krig (på spansk: La Guerra Chiquita), var en krig udkæmpet mellem 1879 og 1880. Krigen efterfulgte Tiårskrigen (1868-1878) og blev efterfulgt af Krigen i '95, der gik ind i Den spansk-amerikanske krig, som en del af Den cubanske uafhængighedskrig.
Krigen blev organiseret i New York af veteraner fra Tiårskrigen. Deriblandt Calixto García, José Maceo, Guillermo Moncada og Emilo Núñez.
Calixto García havde i 1878 organiseret Cubas revolutionskomité i New York og havde udsendt et manifest imod det spanske despoti. Manifestet samlede de revolutionære kræfter på Cuba til at indlede endnu et oprør mod det spanske overherredømme.
Konflikten startede på Cuba 26. august 1879 og sluttede i september 1880, med at oprørerne blev slået.
Krigens resultat betød at de eksilerede revolutionære fandt det sværere at organisere flere væbnede opstande på Cuba, der skulle således gå 15 år før den næste (Krigen i '95) blev påbegyndt.